# Connecting Europe Express

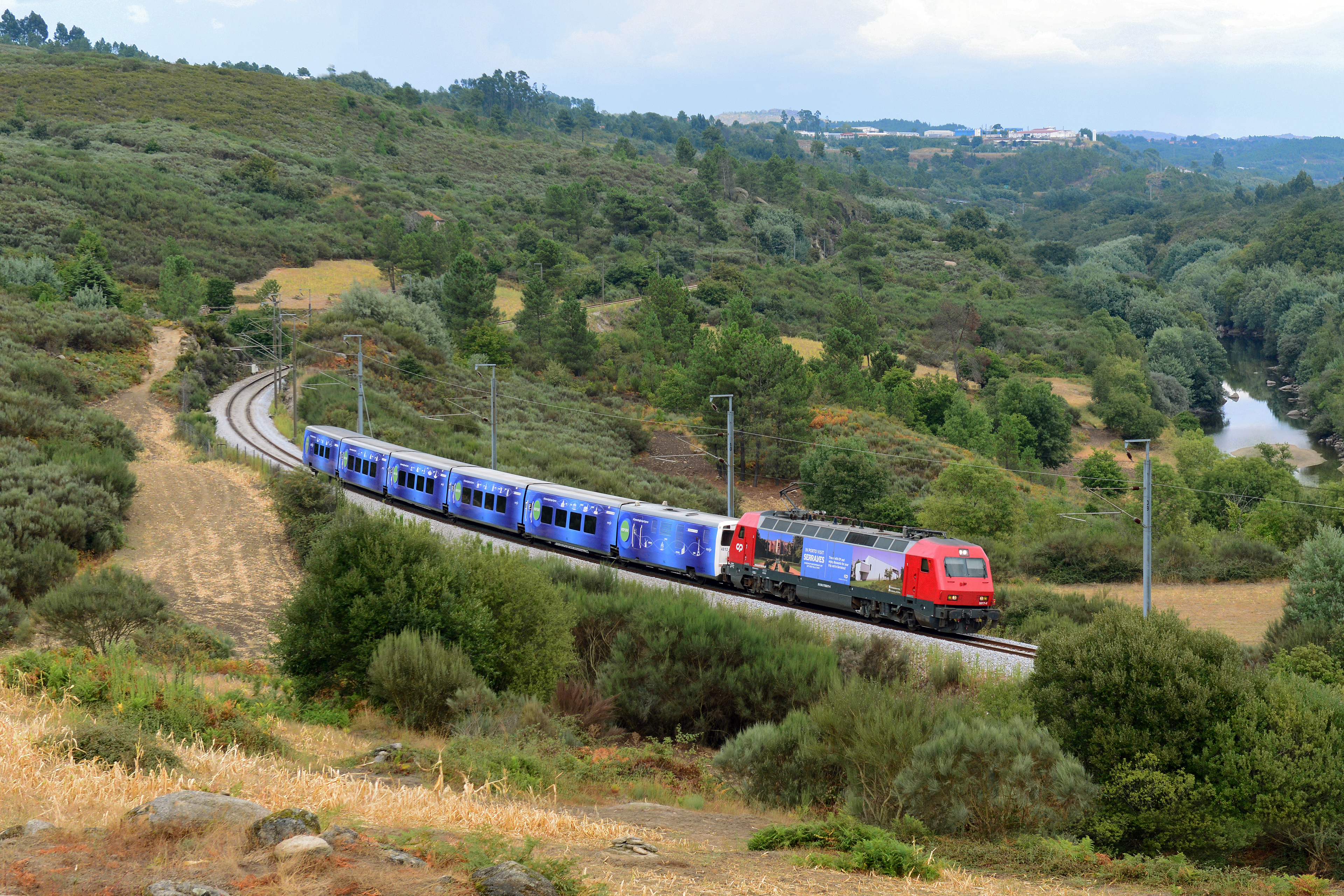
El Connecting Europe Express a Portugal.

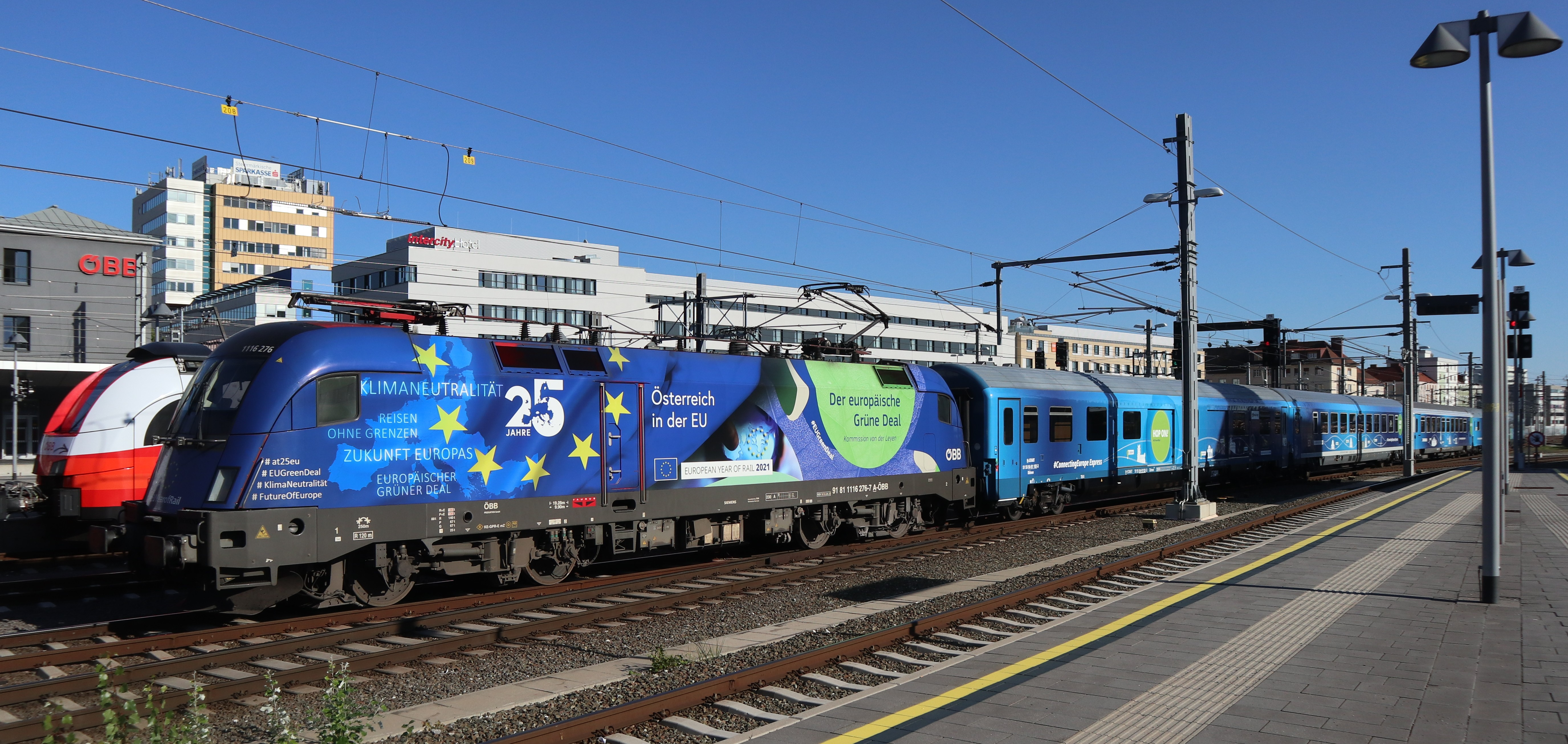
El Connecting Europe Express a Graz amb una locomotora Siemens ES64U2 dels Ferrocarrils Federals Austríacs..

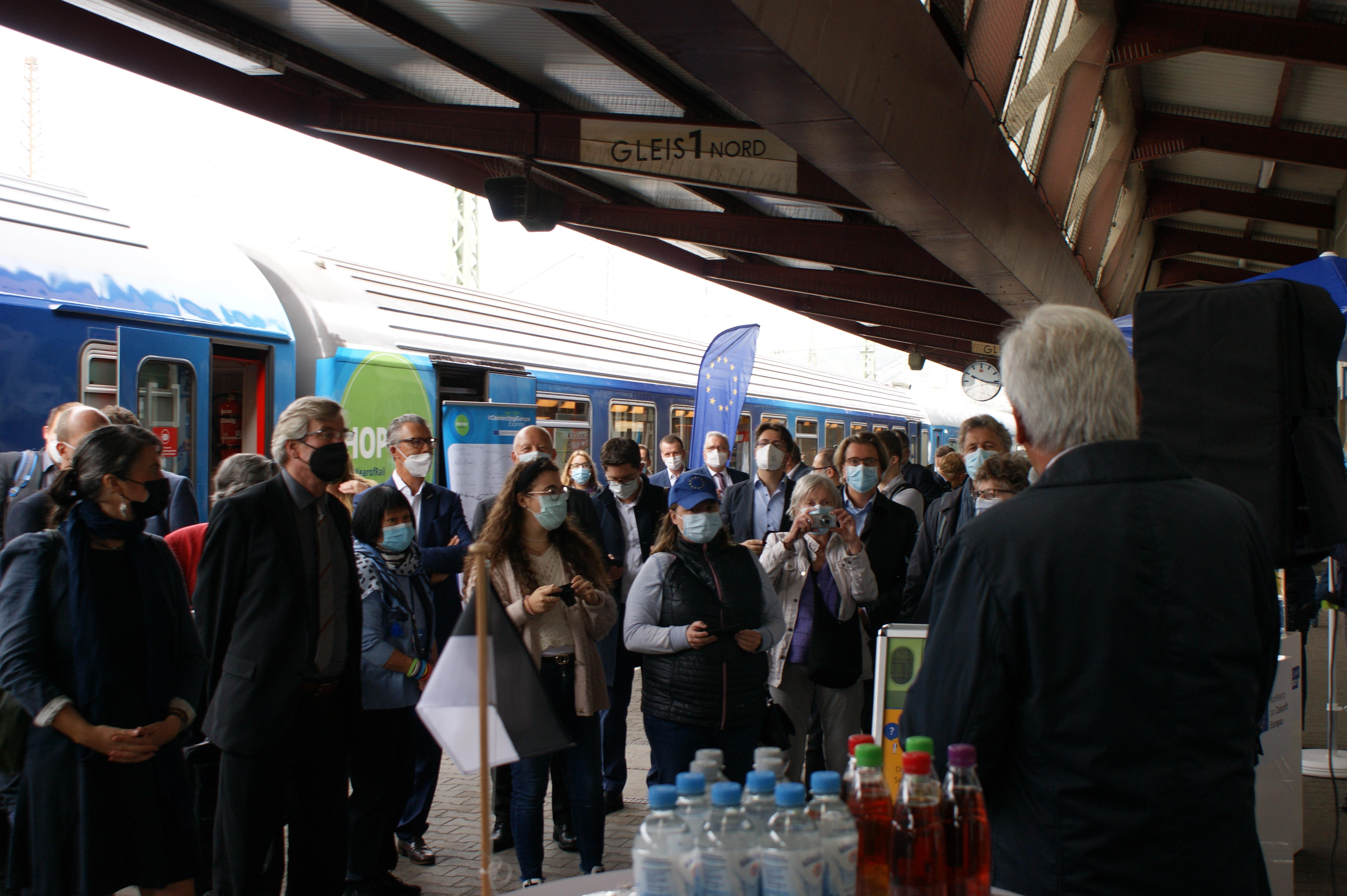
Recepció del CEE a l'estació central d'Ulm, el 27 de setembre de 2021 per part de l'alcalde Gunter Czisch.

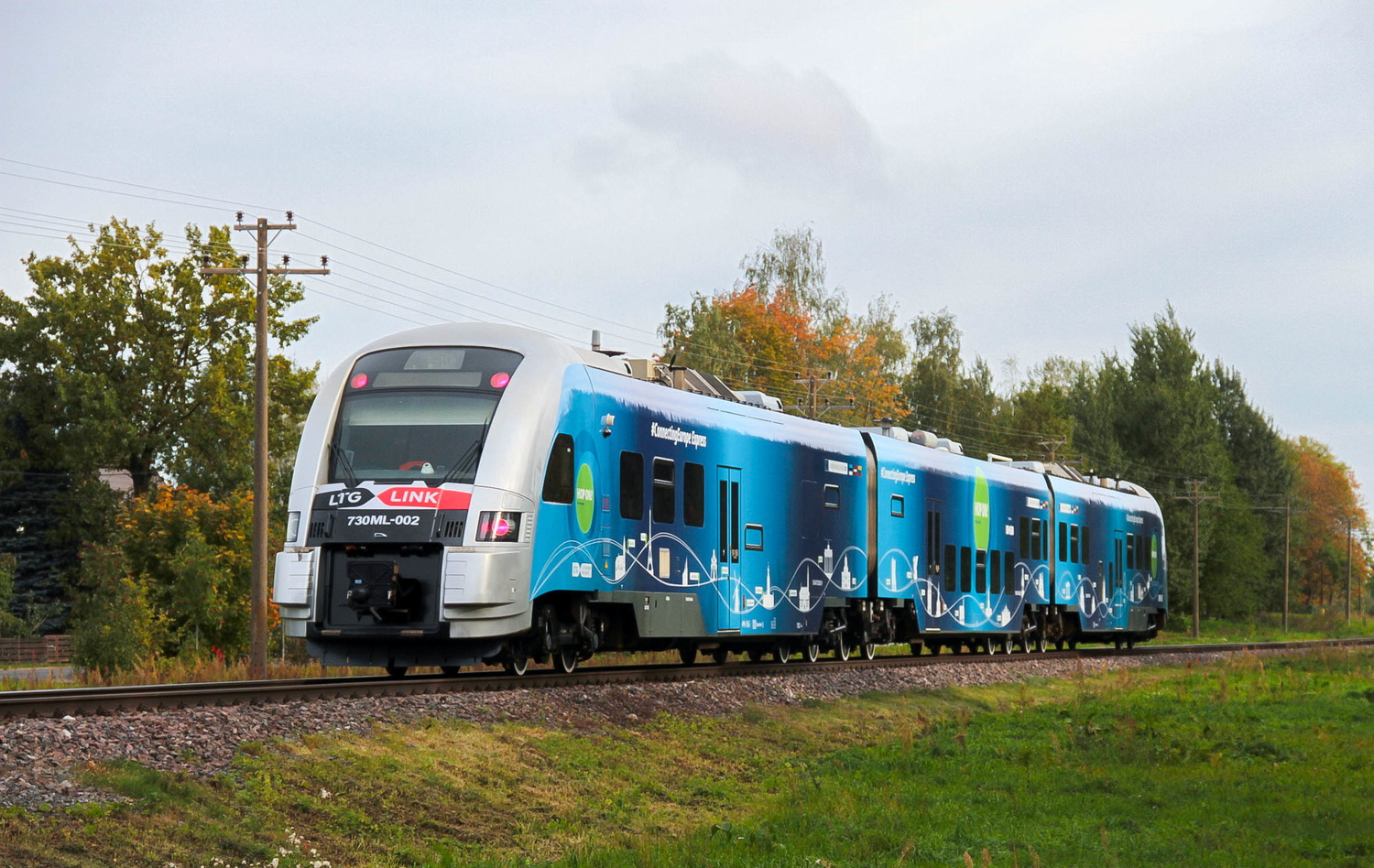
El CEE a Estònia.

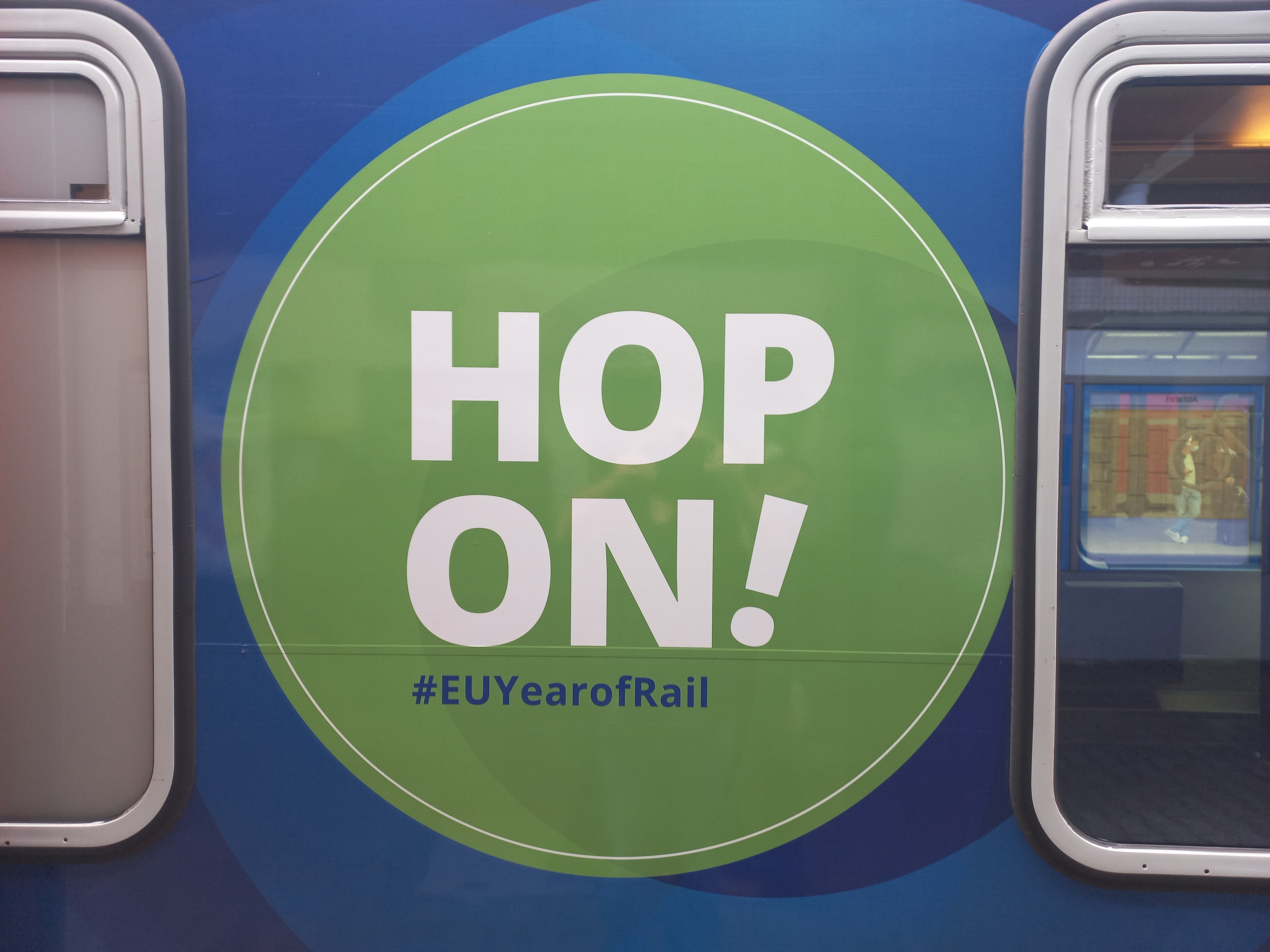
Eslògan del CEE.

El Connecting Europe Express (abreujat CEE) va ser un tren especial de la Unió Europea (UE) com a part de la celebració de l'Any Europeu dels Ferrocarrils. Va partir el 2 de setembre del 2021 de Lisboa i va travessar 26 estats abans d'acabar el recorregut a París el 7 d'octubre del mateix any.
Durant aquestes cinc setmanes, el tren va fer parada a més de 100 estacions, en les quals s'hi realitzaven activitats de tota mena. Finlàndia, Irlanda, Xipre i Malta, tot i ser estats membres de la UE, no van veure passar el tren, principalment per manca d'accessibilitat ferroviària i, en el cas de Malta i Xipre, per una manca d'infraestructura. A la vegada, altres països no membres, com ara Macedònia del Nord, Suïssa i Sèrbia, sí que el van veure passar. El Connecting Europe Express va posar en evidència la incompleta interoperabilitat ferroviària entre els estats europeus, tant en matèria d'amples de via, com de senyalitzacions i de subministrament elèctric, entre d'altres aspectes.

## Finalitat
El Connecting Europe Express tenia com objectiu demostrar la importància del transport ferroviari a l'hora de connectar països, persones i empreses i evidenciar el paper crucial de la política d'infraestructures de la UE i d'un espai ferroviari comú europeu. Al tren es van realitzar converses amb polítics i experts sobre diverses qüestions del transport a Europa. A les ciutats on es va aturar es van fer actes i lliuraments de banderes. A les parades més llargues, un dels vagons, dedicat a l'exposició i presentació de noves tecnologies i projectes, s'obria al públic.

## Material rodant
El comboi que circulava per països amb ample ferroviari estàndard (1435 mil·límetres) estava constituït pels sis vagons següents:

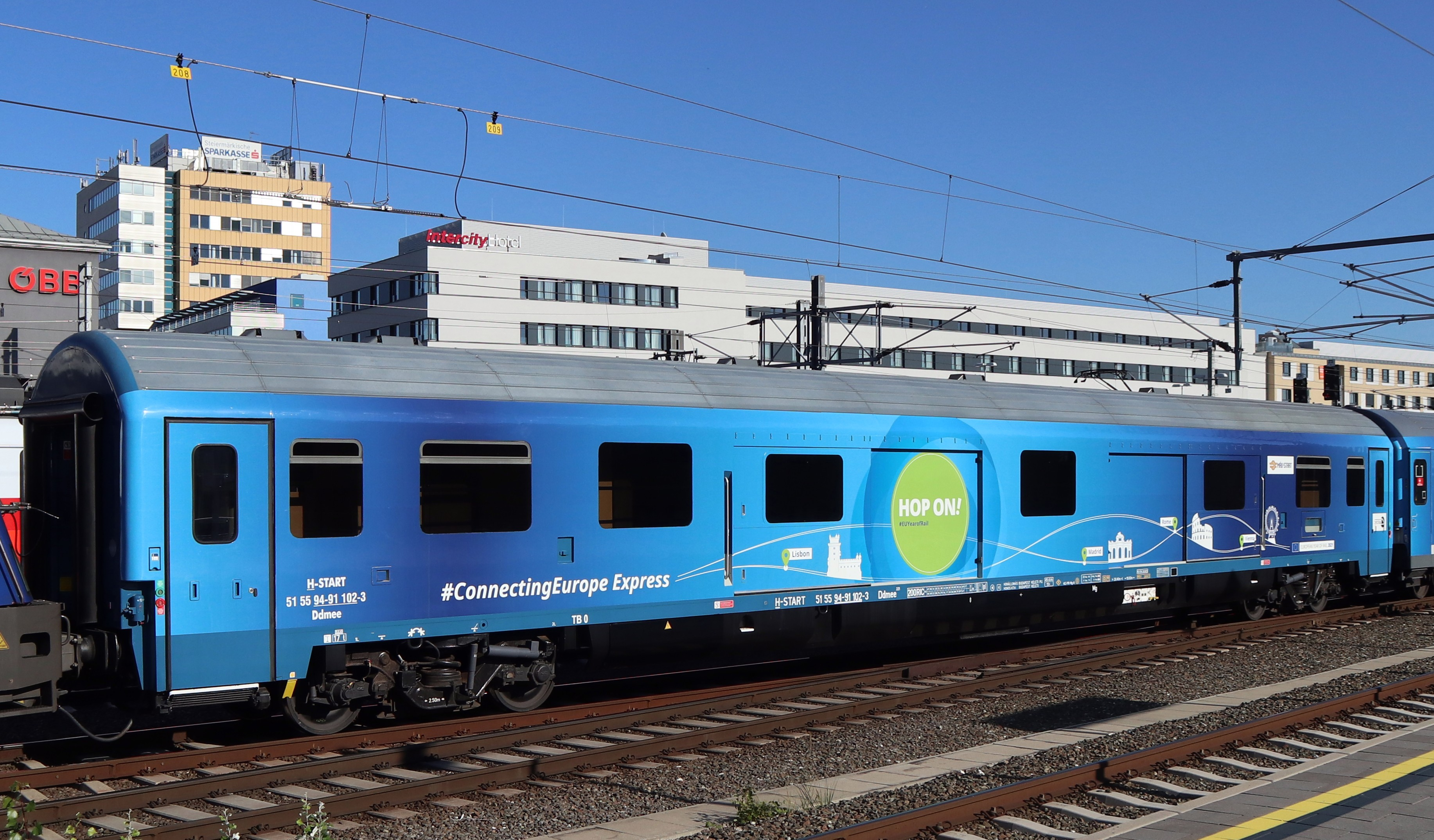
Vagó d'equipatge dels ferrocarrils hongaresos que va servir com a cotxe d'exposició.
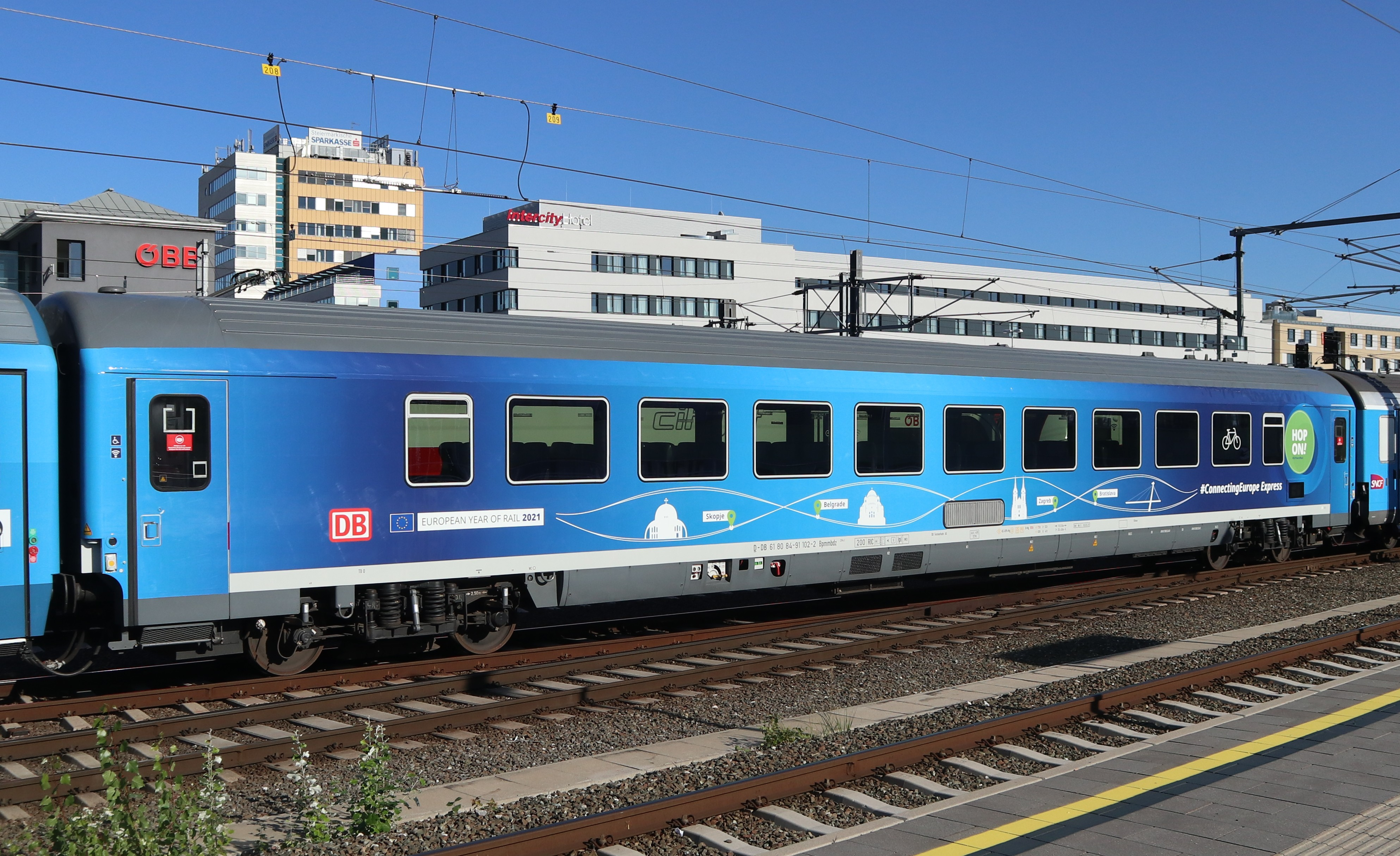
Vagó de seients oberts Bpmz de la Deutsche Bahn, fet servir com a vagó de classe turista.
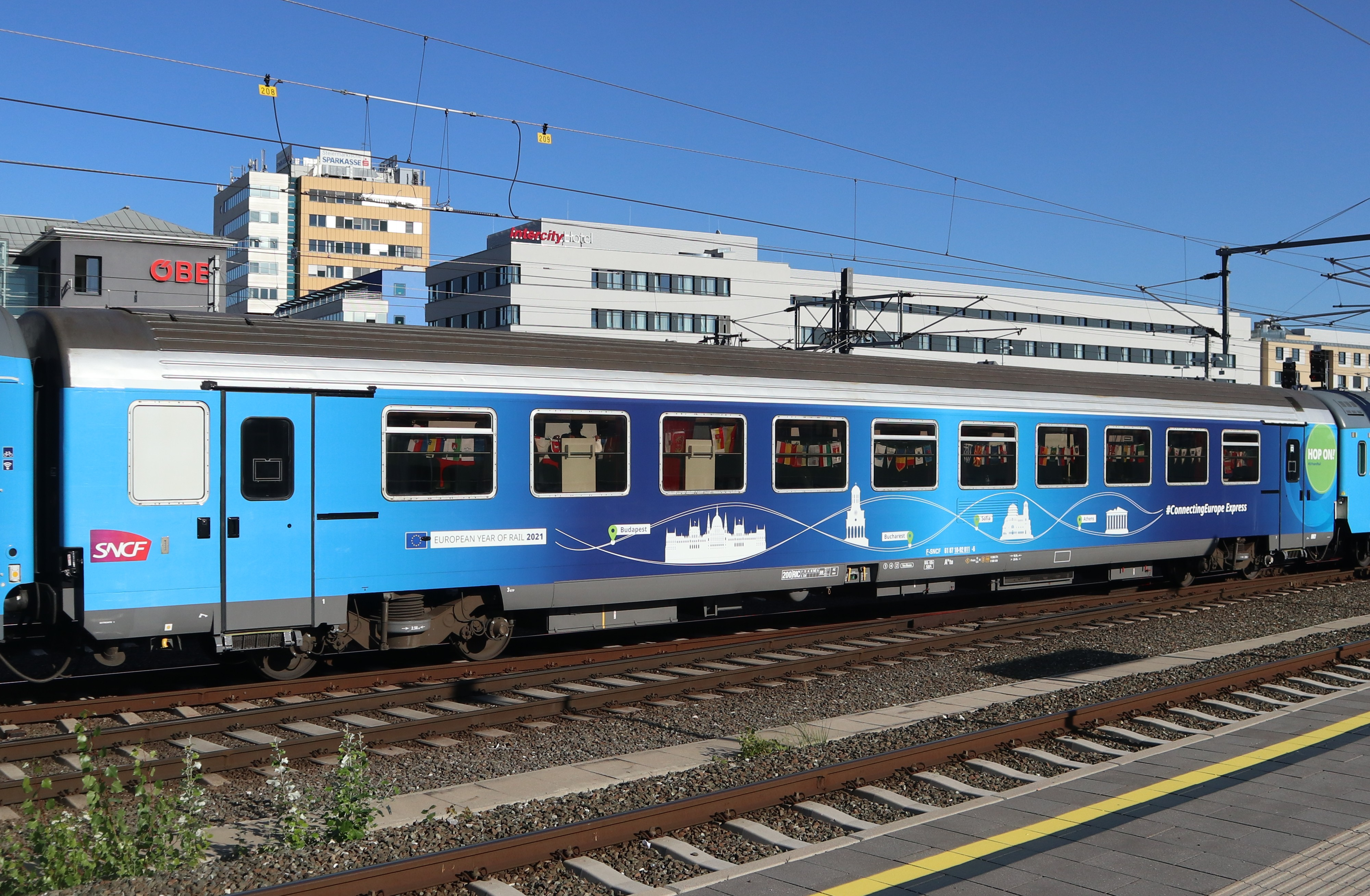
Vagó de Corail, de la SNCF, per a la sala de conferències.
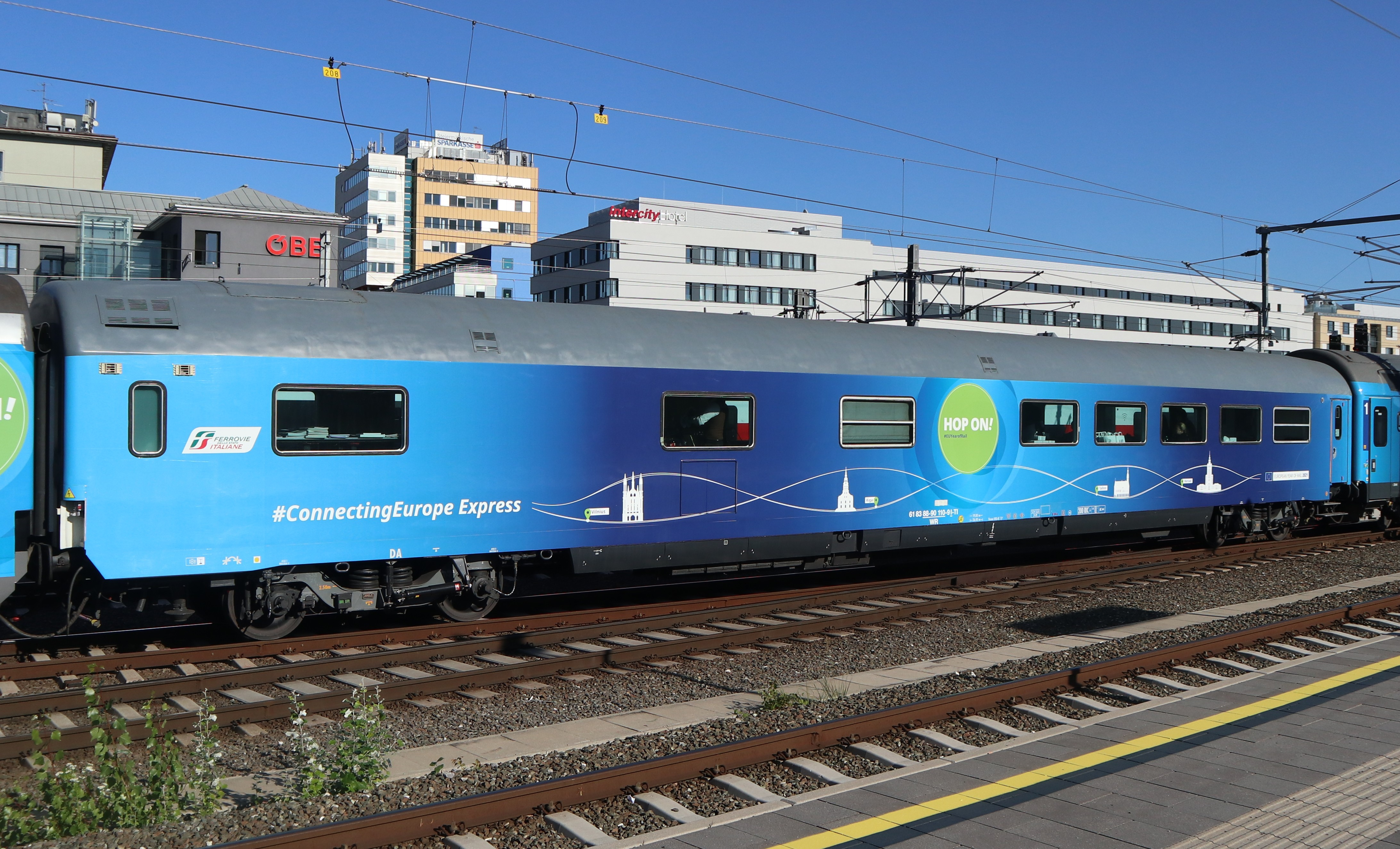
Cotxe restaurant de Trenitalia.
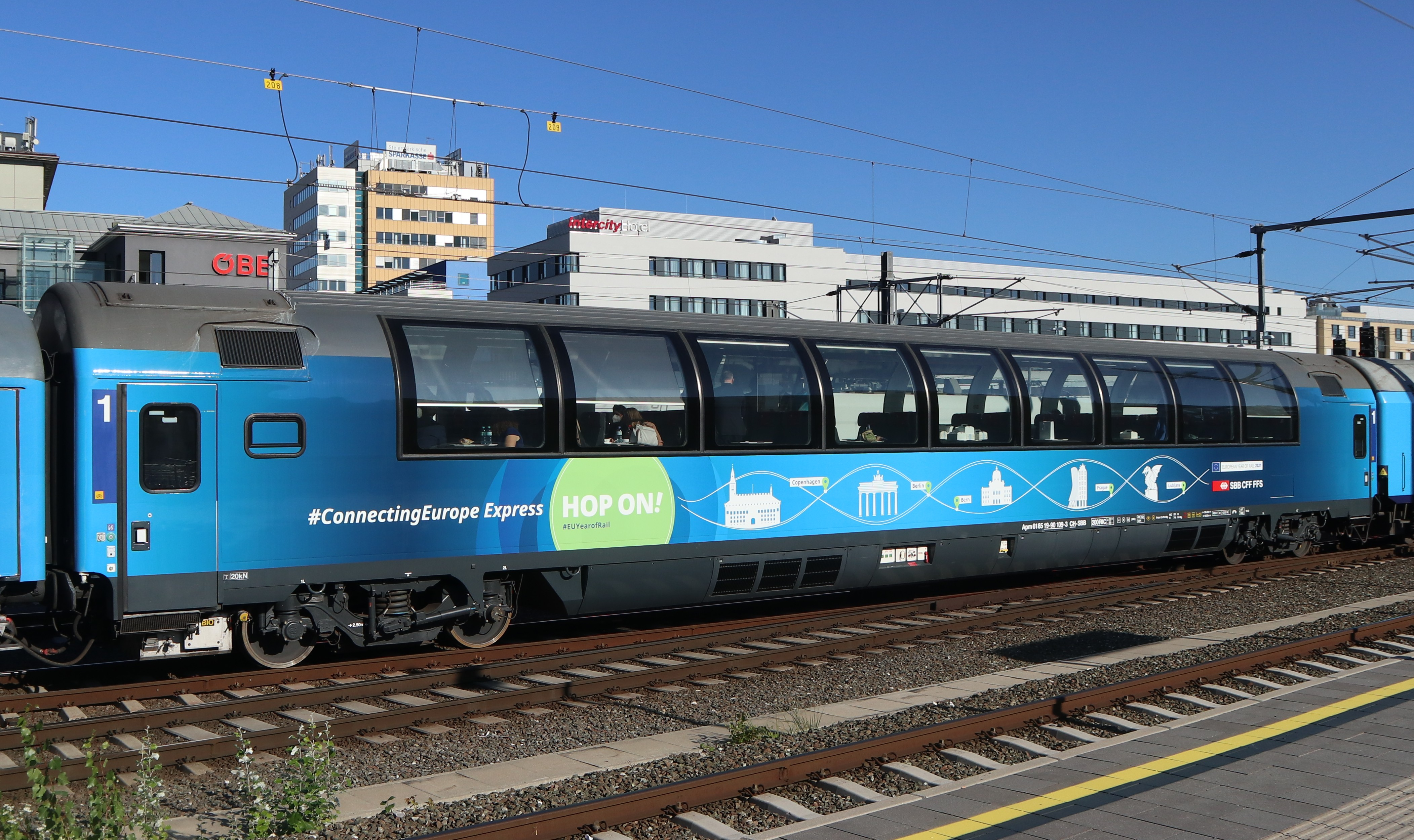
Vagó panoràmic dels Ferrocarrils Federals Suïssos, fet servir com a vagó de classe preferent.
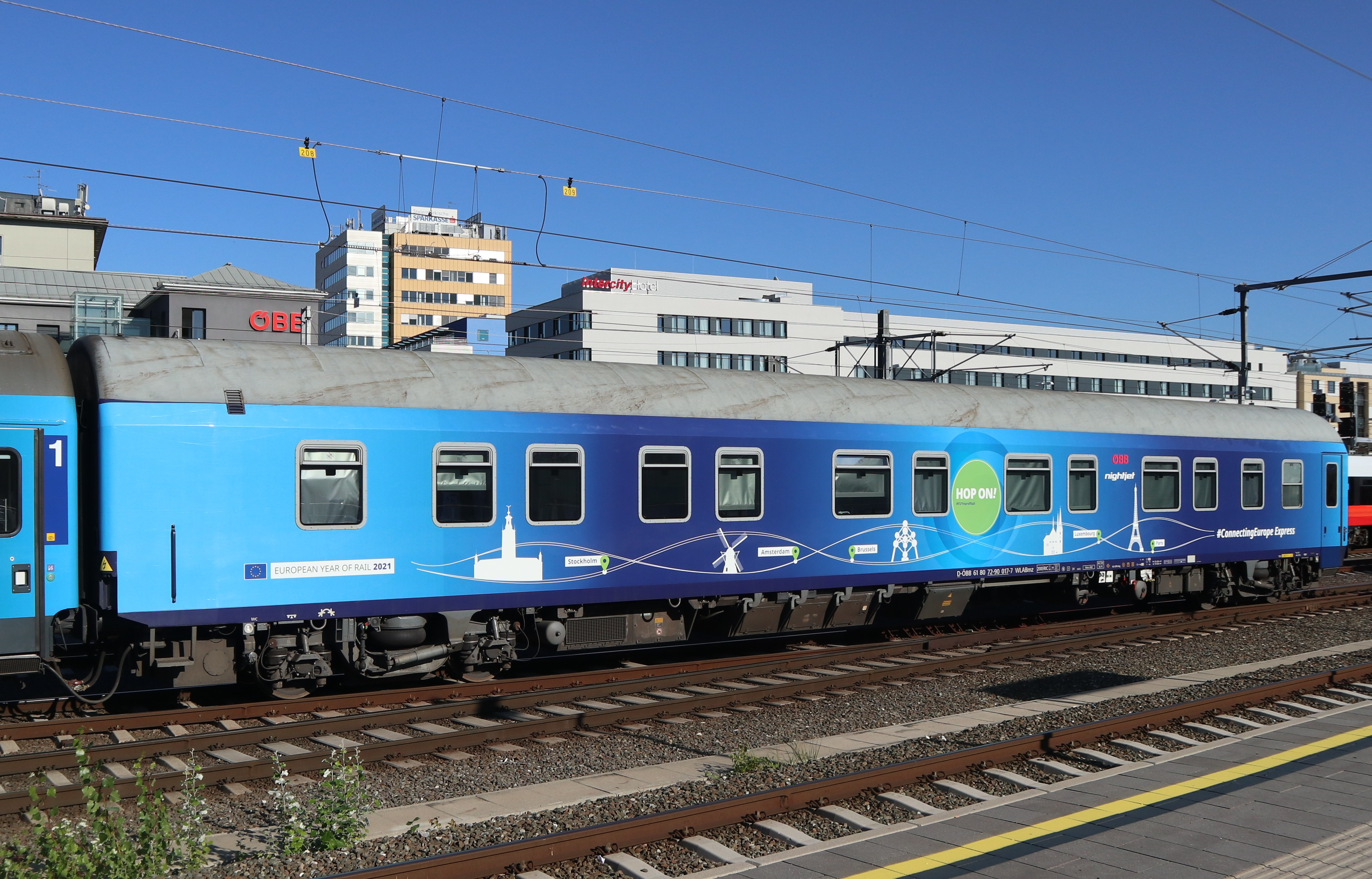
Cotxe llit dels Ferrocarrils Federals Austríacs.

El comboi que circulava per ample ibèric (1665/1672 mil·límetres) a Portugal i Espanya, estava format per un Talgo IV de sis vagons cedit per Renfe, mentre que el tercer comboi, que circulava per ample rus (1524 mil·límetres) a Estònia, Letònia i Lituània, va ser cedit per Lietuvos geležinkeliai, l'empresa nacional de ferrocarrils de Lituània.

## Parades a Alemanya, Àustria i Suïssa (DACH)

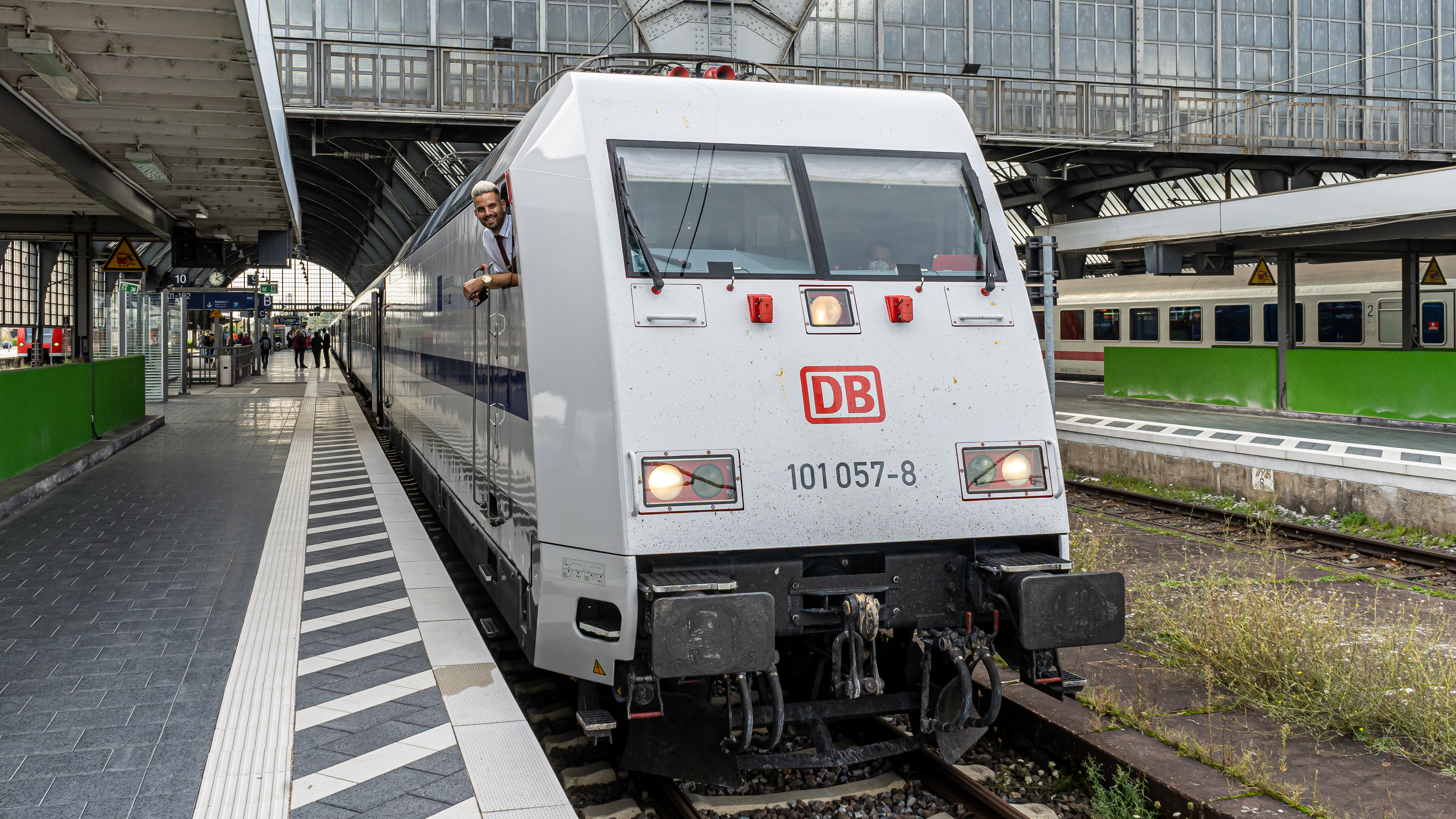
El CEE a l'estació central de Karlsruhe (28 de setembre de 2021).

El tren va passar entre el 9 i el 24 de setembre per Innsbruck, Wörgl, Salzburg, Linz, St. Pölten, Viena i Graz, a Àustria. Entre el 28 al 29 de setembre va transcórrer per Schaffhausen, Zúric, Berna i Basilea, a Suïssa, i del 26 de setembre al 3 d'octubre va travessar Alemanya, tot passant per Schwandorf, Regensburg, Múnic, Ulm, Stuttgart, Karlsruhe, Frankfurt del Main, Leipzig, Halle (Saxònia-Anhalt), Berlín, Hamburg, Bremen i Bad Bentheim.
En el tram de Karlsruhe a Leipzig, el maquinista va ser Matthias Grün, el candidat per l'alcaldia de Frankfurt del grup polític Die PARTEI.
En total, el Connecting Europe Express va recórrer prop de 20.000 quilòmetres.